# Bigowanie

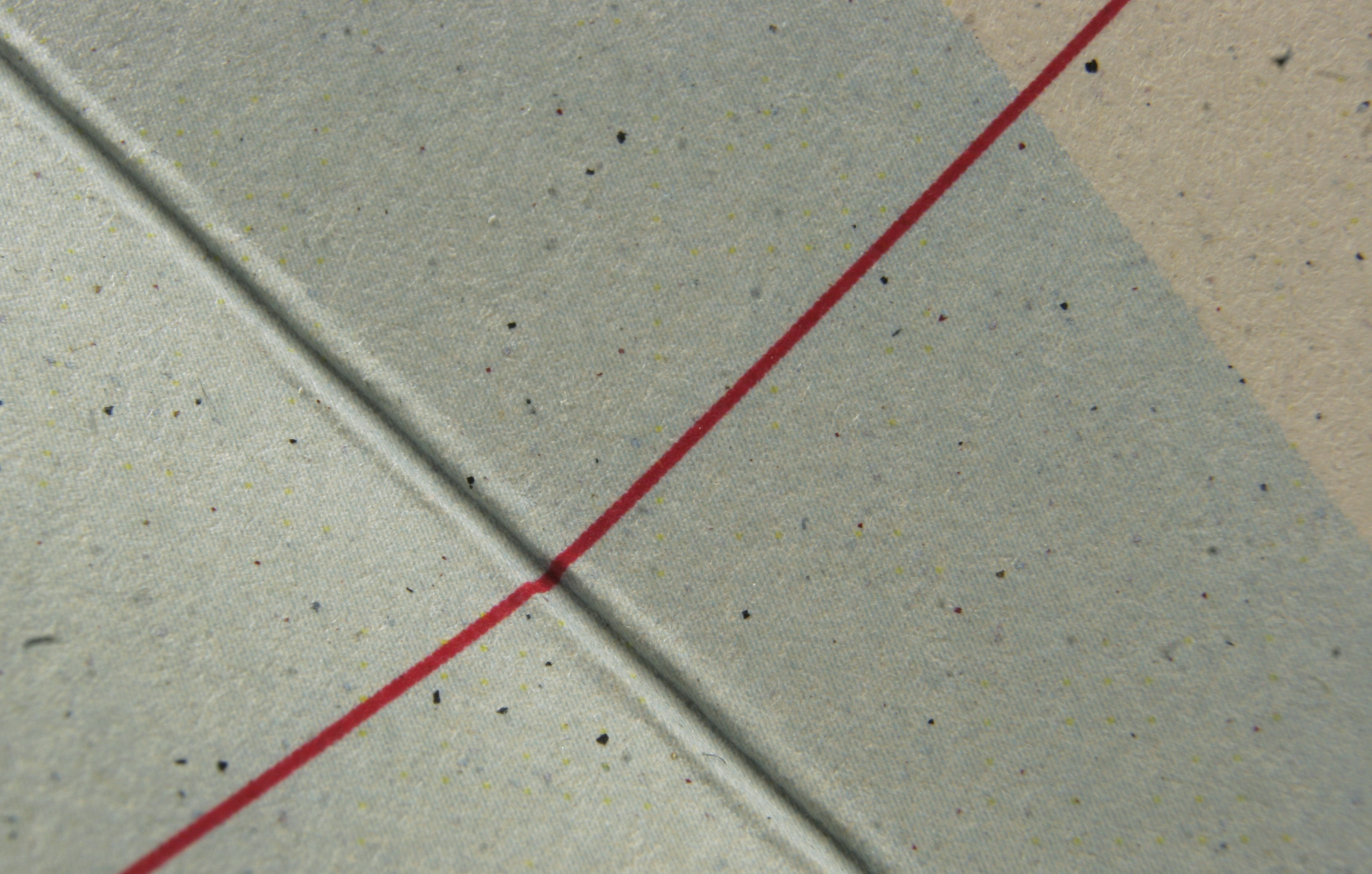
Big wykonany metodą przegniatania

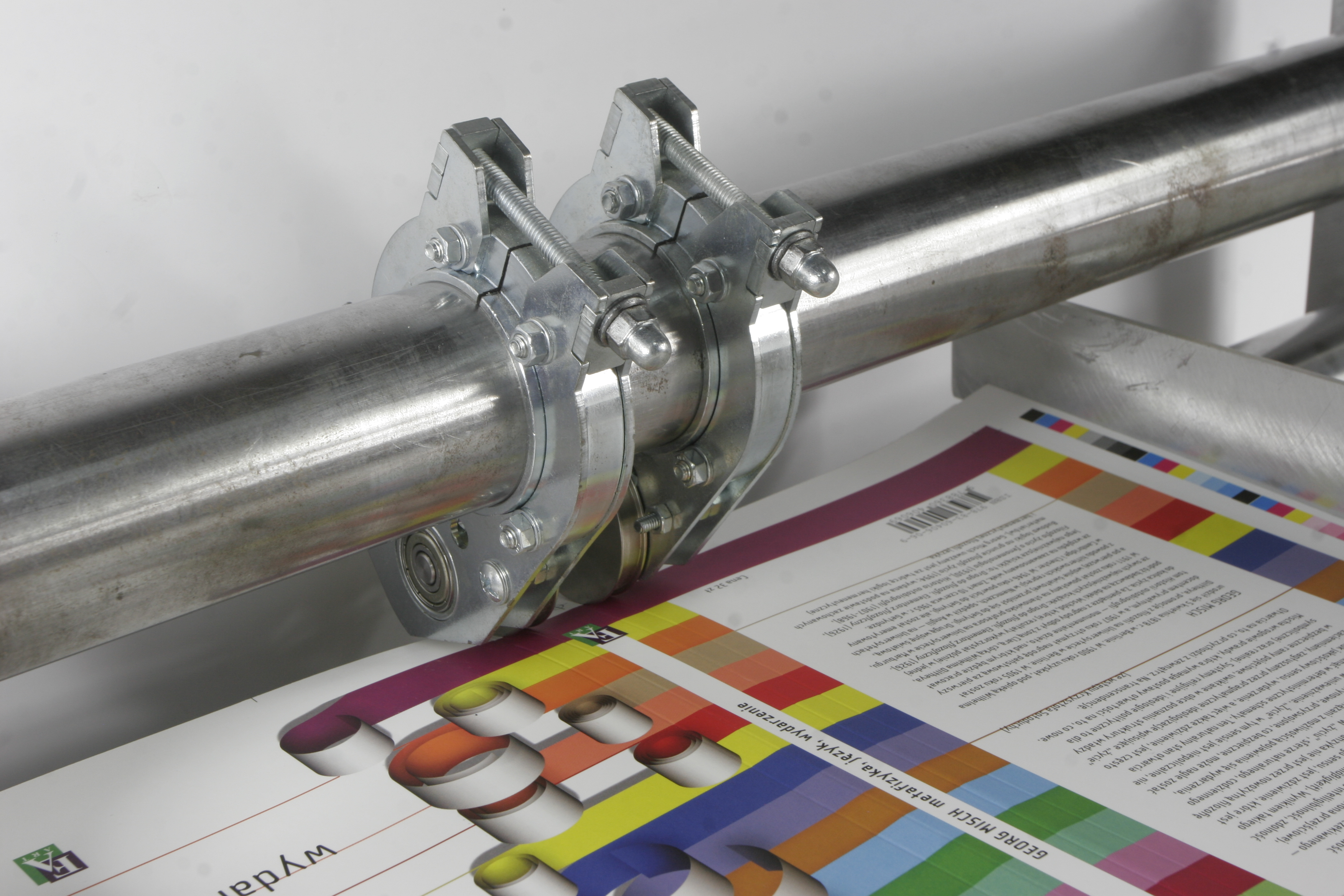
Półautomat do bigowania grzbietów książek

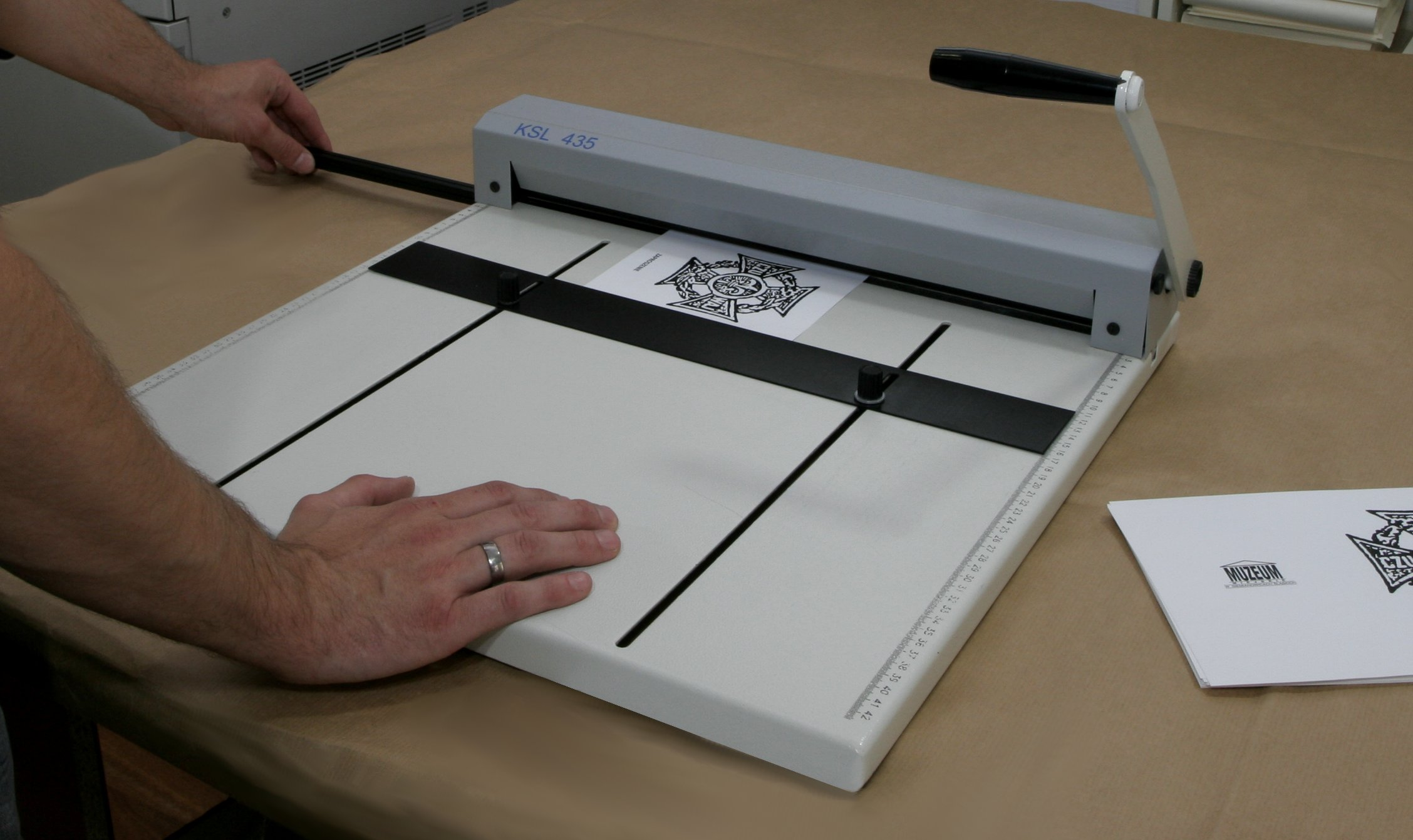
Urządzenie do ręcznego bigowania (przegniatania)

Bigowanie (niem. – zginanie) – proces introligatorski polegający na ułatwieniu zginania materiału w określonym i zamierzonym miejscu. Bigowanie oznacza wykonywanie na papierze lub kartonie specjalnych wgnieceń. Wgniecenia te mają za zadanie ułatwienie, a właściwie umożliwienie, odpowiedniego zgięcia kartonu lub kartki.

## Podział
Pełny proces bigowania składa się z dwóch etapów: 
- Zmiana geometrii lub struktury materiału w miejscu bigowania: 
  1. Naruszenie struktury materiału sprowadza się do miejscowego zniszczenia połączeń materiału i następnie osłabienia wytrzymałości materiału w miejscu bigowania. Ten sposób realizowany jest poprzez proces rycowania lub perforowania. Rozróżnia się perforowanie odcinkowe oraz otworkowe. Ważną cechą powyższego procesu w bigowaniu jest znaczące osłabienie wytrzymałości materiału.
  2. Zmiana geometrii materiału w miejscu bigowania. Do tej grupy procesów bigowania zaliczane są między innymi przegniatanie wypukłe (przegniatanie dwustronne) i wklęsłe (przegniatanie jednostronne) oraz wybicie.  
    1. Przegniatanie wypukłe polega na geometrycznym przemieszczeniu materiału w miejscu bigowania (w którym zachodzi zginanie), w którym skupia się moment zginający materiał.
    2. Przeginanie wklęsłe ma miejsce w materiałach włóknistych, np. papier. Następuje zniszczenie części połączeń pomiędzy warstwami materiału, co znacznie zmniejsza sztywność materiału (odporność na zginanie). Zerwanie połączeń między warstwami w materiale włóknistym następuje w wyniku wytworzenia łuku o coraz to większym promieniu, a więc następuje wydłużanie względem poszczególnych warstw, które powoduje zerwanie połączeń między tymi warstwami.
- Zerwane części połączeń w strukturze materiału. Wyróżnia się dwa rodzaje tego procesu: 
  1. Miejscowe sprasowanie struktury materiału, co powoduje zmniejszenie grubości materiału w tym samym miejscu, a więc zmniejszenie sztywności materiału.
  2. Wybicie materiału stosowane jest w grubych wytworach papierniczych. Realizowane jest za pomocą rolek bigujących, a polega ono na przemieszczeniu względem siebie płaszczyzny materiału na odcinku miejsca bigowania.

Końcowym etapem bigowania jest zginanie, mające na celu zniszczenie części połączeń, aby zmniejszyć sztywność w miejscu zginania (w miejscu bigu).

## Narzędzia
Bigowanie bez niszczenia struktury materiału wykonuje się przy pomocy noży bigujących o profilu ostrza zaokrąglonego – jest to płaska taśma stalowa, której promień zaokrąglenia wynosi połowę jej grubości.
Perforowanie z niszczeniem struktury materiału jest realizowane w przypadku perforowania otworkowego za pomocą listwy z igłami, a w przypadku odcinkowego przekrawania za pomocą noża o nieciągłym ostrzu. 
Nadkrawanie polega na cięciu materiału za pomocą noża krążkowego listwy nożowej na niepełnej grubości materiału.
Dobór sposobu bigowania zależy od tego czy można dopuścić do zmiany wytrzymałości materiału.
Bigowania można dokonywać za pomocą:
- noży bigujących umieszczonych w wykrojnikach dwu- lub wielozabiegowych,
- listew perforujących,
- układu rolek,
- noży krążkowych,
- noży przekrawających,
- noży perforujących (noży odcinkowych).

## Terminologia
Potocznie miejsca, w których dokonano jeden z powyżej omawianych procesów, nazywa się ogólnie bigiem, gdyż polska nazwa przegniatanie nie ujmuje pozostałych procesów ułatwiających zginanie materiału. Mankamentem terminu bigowanie jest to, że jest ono obce osobom spoza kręgu specjalistów zajmujących się tymi procesami. Ponieważ pozostałe sposoby bigowania posiadają nazwy własne i są one nazwami jednoznacznie określającymi ten proces tj. nadkrawanie, rycowanie lub perforowanie, dlatego proponowaną jak i funkcjonującą nazwą do pozostałych procesów są wyrazy: przegniatane jednostronne lub dwustronne.